# 甑山
甑山（こしきやま）は、秋田県由利本荘市と山形県真室川町にまたがる山である。東北百名山に選ばれている。山形県の加無山県立自然公園内にある。

## 概要
甑山は、秋田と山形県境にまたがる丁岳山地の東端部に位置している。江戸時代に矢島藩、本荘藩、亀田藩の各藩が交通の要衝としていた矢島街道(殿様街道)・甑峠のすぐ南方に位置している。甑峠は各藩主が参勤交代の折に往来していた。山域全体が急峻な岩場を抱いた２つの岩峰の男甑（おこしき）、女甑（めこしき）からなっている。両山の鞍部は甑コルと言われていて、この甑コルを通じて両山に登ることができる。
男甑山頂には二等三角点があり標高は981.3m、東南面の谷は峻険なスラブ状の岸壁をなしており、その先に男甑のシンボルである烏帽子岩が立っている。女甑山頂は標高974mで、男甑の方がやや標高が高い。ともに周囲の展望はきわめて良好である。
甑とは米を蒸す木桶のことで、山の形から名付けられたと考えられる。また、男甑にはシンボルとなる烏帽子岩があり、女甑には女陰のごとき「赤穴」があり、男女の名の根拠となっている。赤穴は現在は樹木に覆われ見えなくなっている。

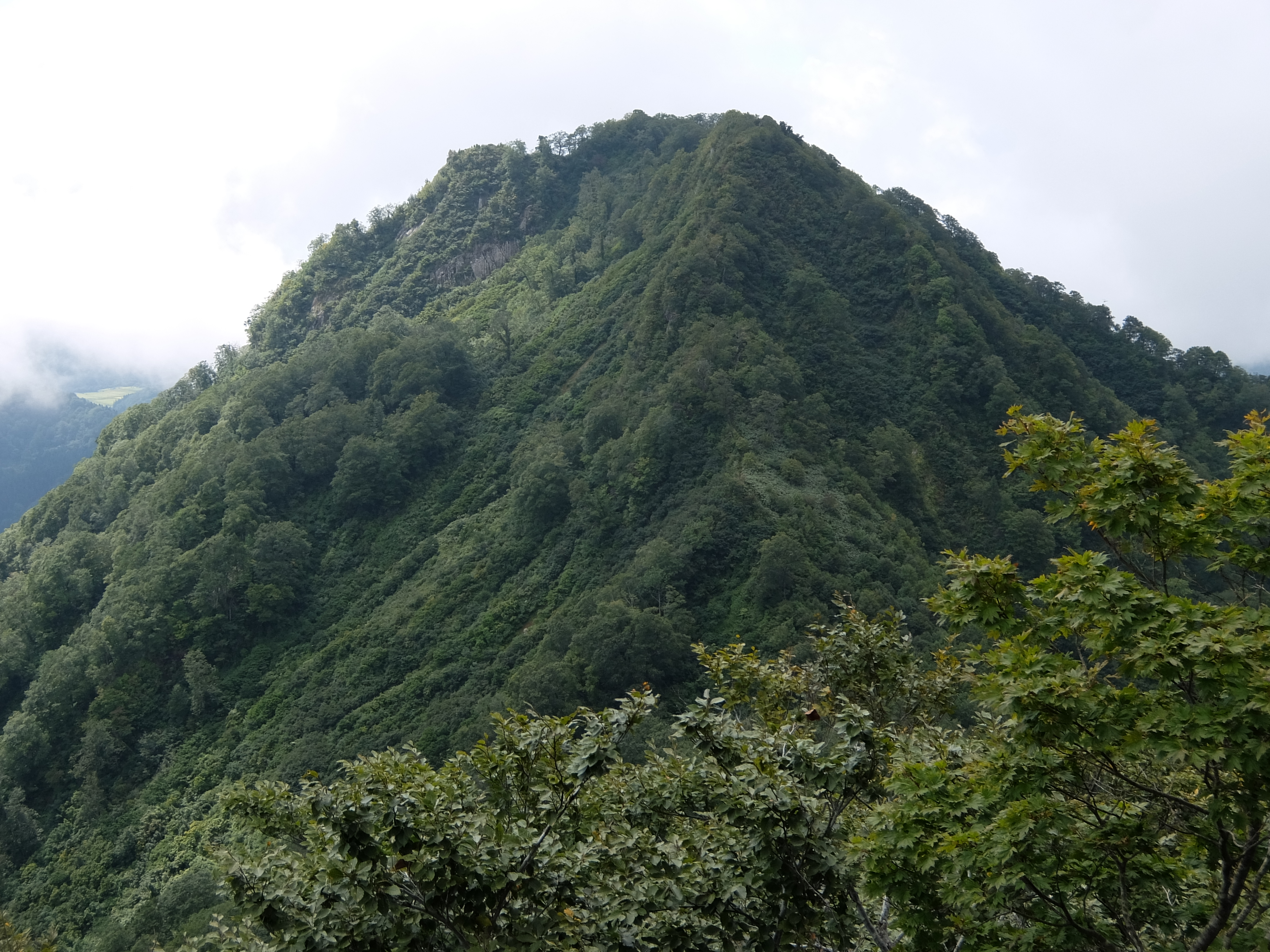
女甑から望む男甑
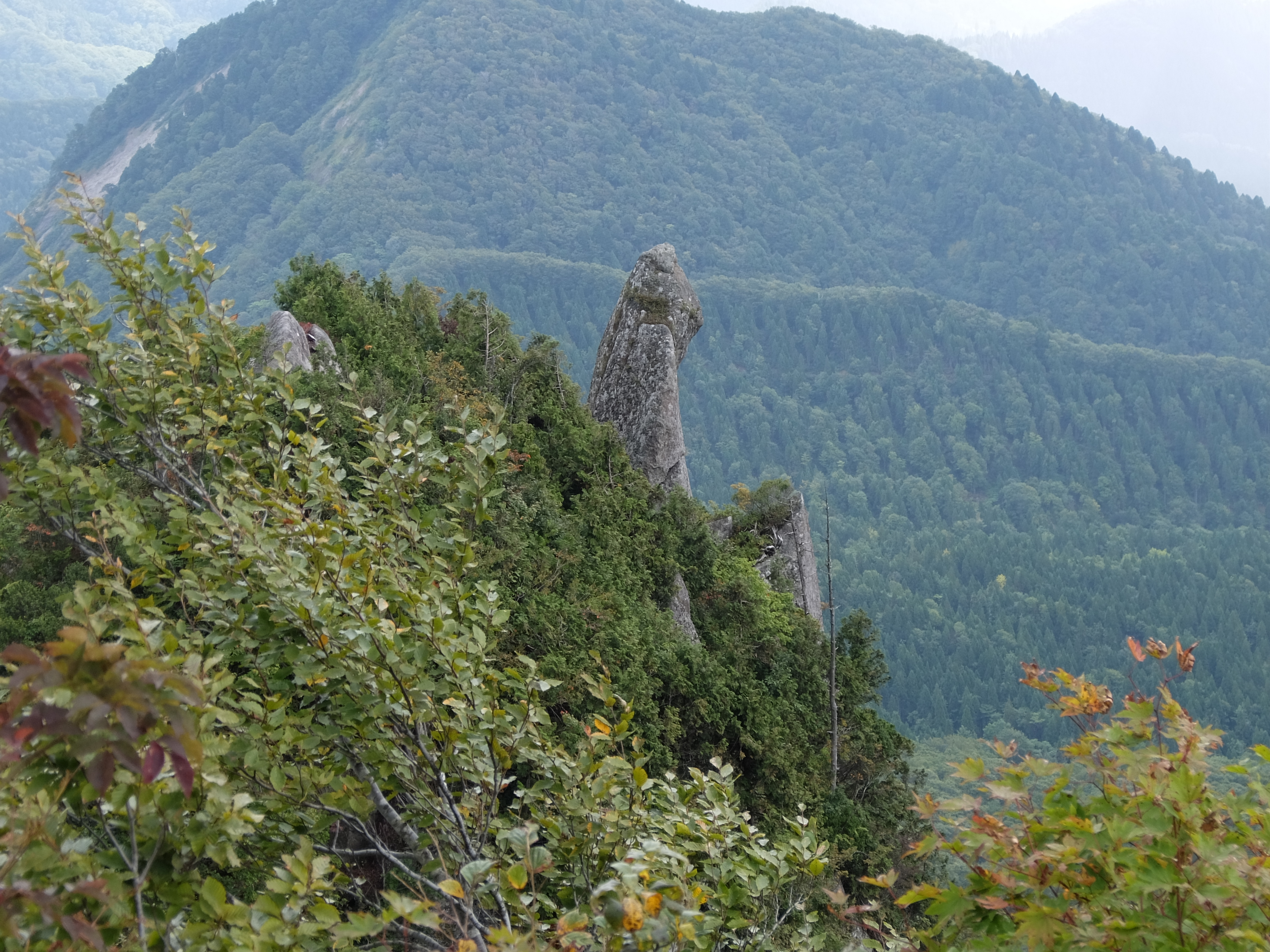
男甑のシンボル・烏帽子岩

## 周辺のスポット

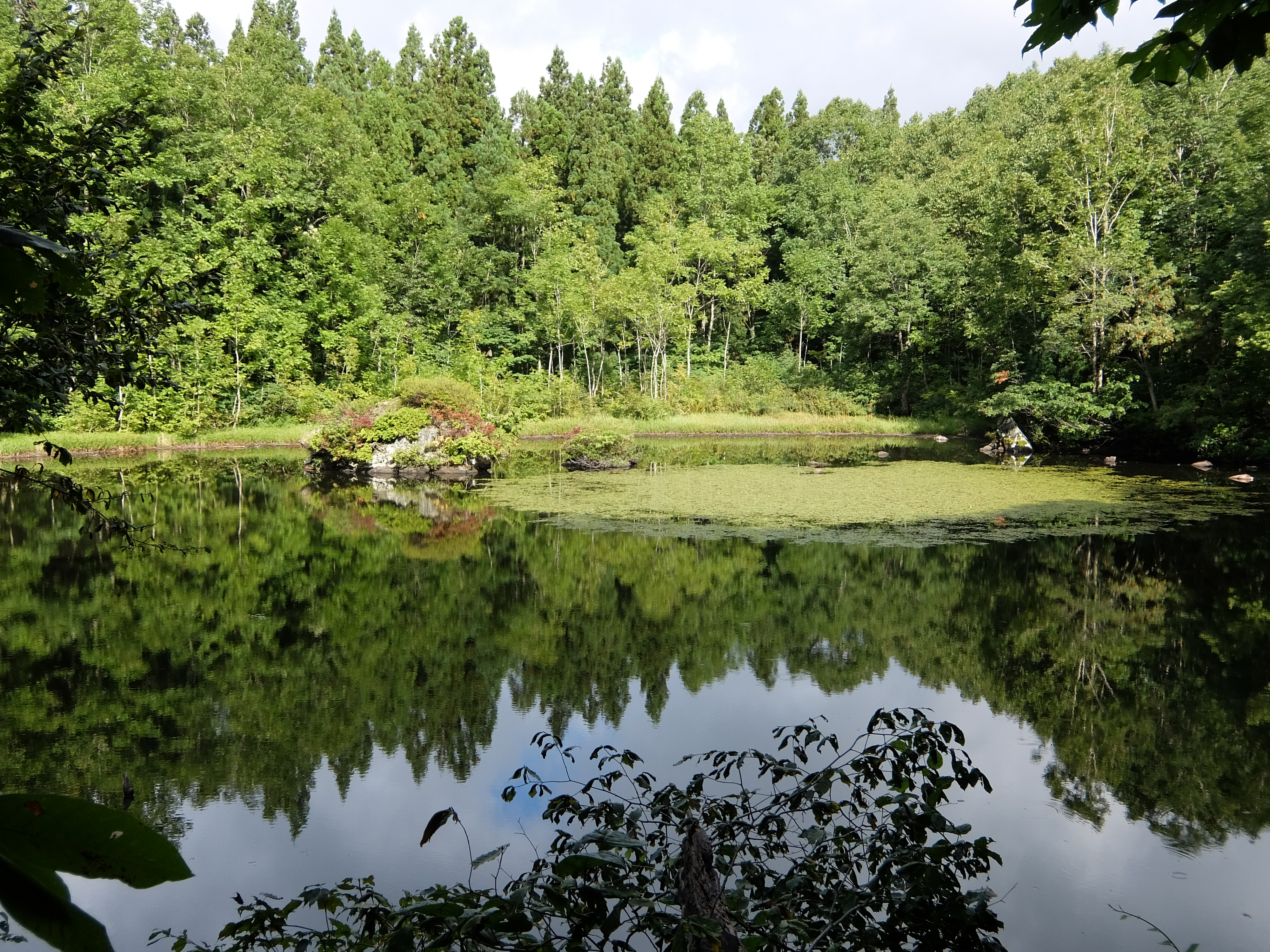
女甑の麓にある名勝沼

- 名勝沼 - 女甑の麓にある沼。モリアオガエルの棲息地で、中央部に小さな岩島がある天然の日本庭園。
- ウイルソンカツラ - 名勝沼の近くにある巨大な桂の木の株。落雷のために株だけになっているが、株は空洞になっており、内部に何人もの人が入ることができる。幹周16m樹高5m。屋久島のウイルソン株への連想から名付けられた。
- ガンド森 - 秋田県側の林道終点近くにあるほら穴。殿様街道を見下ろす森の中に盗賊の隠れ家とされるガンド窟が残っている。ガンドとは地元の方言で盗賊を意味する。「断崖のほら穴に山賊どもの盗んだ宝物がかくされてあるというので、一人の若者が見に行った。最も大きいほら穴を見たとたん、まっ青になって一目散に家へ帰り、布団にもぐりこんしまった。その若者は三日ほどして死んでしまう。その後、この若者の死を知った村の若者達はこのガンド森のことは、一切口にすることはなくなったという」とする民話が残っている[1]。
- 薬師如来堂 - 山形県側の登山道入り口にある祠。宿坊跡で、ここから修験道を行う者は甑山に登ったとされる。修験道は栄えていったが、修行者を騙し金品をゆすり取る俗僧や、強盗目的で修行者を殺害する輩まで現われ、執権北条時頼が当地を訪れ閉山を言い渡したという言い伝えが残されている。甑山での修業は女甑の赤穴に安置された秘仏を拝むというものだった。修行者は二十七日の断食の後険しい山によじ登り、鎖を伝って岩場を渡り、最後は命綱で逆さ吊りになって、断崖にある赤穴の中を覗かなければならないという、命がけの荒行であった。見事「覗きの行」を修めれば、修行者はより高い行者の「位」を得る。これにちなんで覗きの行によって「及第」した位は「及位」と書いて「のぞき」と呼ばれるようになり、やがて修行の場となった山の付近も「及位」と呼ばれるようになったと言われる。
- 悠森舎 - ブナ美林広場にある三角屋根の建物。近くで『巨木の森コンサート』が開催されている。女甑の大カツラの近くにある。
- 女甑の大カツラ - 山形県側の前森山林道終点から踏み跡を徒歩約25分。地元の口伝えでは及位マタギから崇められてきた御神木である。明治年代に周囲の天然木が伐採されたが、この樹木だけが残ったもようで、周囲のブナ二次林とすばらしい景観を呈している。林野庁選定の「森の巨人たち100選」に選ばれている。
- 荒沼湿原 - 女甑山麓にあり「ハッチョウトンボ」が生息している。甑山探究会が保護活動を行っている。